# Konstantin Tocki
Konstantin Tocki, ros. Константи́н Васи́льевич То́цкий (ur. 23 lutego 1950 w Kaganie, rejon bucharski, zm. 23 sierpnia 2018) – radziecki i rosyjski dowódca wojskowy, generał armii Sił Zbrojnych Federacji Rosyjskiej, dyrektor Federalnej Służby Granicznej Federacji Rosyjskiej.

## Życiorys
Po ukończeniu szkoły wojskowej w 1971 został wysłany do Okręgu Północno-Zachodniego, gdzie pełnił funkcję zastępcy, a następnie szefa placówki granicznej. W 1974 wstąpił do Akademii Wojskowej im. Frunzego. W latach 1977–1985 służył w Pogranicznym Okręgu Oceanu Spokojnego, w latach 1985–1989 kierował oddziałem granicznym Chorog, biorąc czynny udział w działaniach wojennych na terytorium Afganistanu, w latach 1989–1991 kierował oddziałem granicznym Lenkoran. W latach 1991–1992 Zastępca szefa sztabu – szef 1. Oddziału Zakaukaskiego Okręgu Pogranicznego.
Po ukończeniu Wojskowej Akademii Sztabu Generalnego Sił Zbrojnych Federacji Rosyjskiej w 1994 roku został mianowany Szefem Sztabu – I Zastępcą Komendanta Północno-Zachodniego Okręgu Pogranicznego. W 1996 Kierował Akademią Federalnej Służby Granicznej Rosji. We wrześniu 1998 został dyrektorem Federalnej Służby Granicznej Federacji Rosyjskiej, którą kierował do marca 2003 roku, po czym przeszedł do rezerwy. W latach 2003–2008 był Stałym Przedstawicielem Federacji Rosyjskiej przy NATO.
Został odznaczony Orderami: Za Zasługi dla Ojczyzny IV stopnia, Czerwonego Sztandaru, Honoru, odznaczeniami „Za wyróżnienie w ochronie granicy państwowej ZSRR” i „Za zasługi bojowe”, a także wieloma odznaczeniami.